# Muang Mok-Mai
Muang Mok-Mai är ett distrikt i Laos.   Det ligger i provinsen Xieng Khouang, i den centrala delen av landet, 190 km nordost om huvudstaden Vientiane.